# Oweegee Range
Oweegee Range är ett berg i Kanada.   Det ligger i provinsen British Columbia, i den centrala delen av landet, 3 900 km väster om huvudstaden Ottawa. Toppen på Oweegee Range är 1 622 meter över havet, eller 107 meter över den omgivande terrängen. Bredden vid basen är 2,0 km.
Terrängen runt Oweegee Range är kuperad åt nordost, men åt sydväst är den bergig.Trakten runt Oweegee Range är nära nog obefolkad, med mindre än två invånare per kvadratkilometer.. Det finns inga samhällen i närheten.
Trakten runt Oweegee Range består i huvudsak av gräsmarker.